# 2396 Kochi
2396 Kochi (1981 CB) là một tiểu hành tinh vành đai chính được phát hiện ngày 9 tháng 2 năm 1981 bởi T. Seki ở Geisei.